# مهران أميري
مهران أميري (بالفارسية: مهران امیری) هو لاعب كرة قدم إيراني في مركز الهجوم، ولد في 23 أغسطس 1991 في سميرم في إيران. لعب مع Sanaye Giti Pasand F.C. ‏.

## وصلات خارجية
- مهران أميري على موقع قاعدة بيانات كرة القدم.إي يو (الإنجليزية)
- مهران أميري على موقع Soccerway.com (الإنجليزية)